# Rivara
Rivara est une commune italienne de la ville métropolitaine de Turin, dans la région Piémont.

## Géographie
La commune de Rivara est située dans le Nord de l'Italie, dans le Piémont, à 36 km de Turin et est traversée par deux cours d'eau (les torrents Viana et Levone). Elle a une superficie de 12,41 km2 à une altitude comprise entre 289 et 625 mètres.

## Population
En 2012, la commune comptait 2 688 habitants (217 habitants/km2).

## Administration
| Période                                  | Période | Identité          | Étiquette | Qualité |
| ---------------------------------------- | ------- | ----------------- | --------- | ------- |
|                                          |         | Gianluca Quarelli |           |         |
| Les données manquantes sont à compléter. |         |                   |           |         |

### Communes limitrophes
Pratiglione, Valperga, Prascorsano, Forno Canavese, Pertusio, San Ponso, Busano, Levone, Barbania.